# Panturichthys longus
Espèce
Panturichthys longus est une espèce de poissons téléostéens serpentiformes.